# Bad Cat
Bad Cat (turkiska: Kötü Kedi Şerafettin) är en turkisk animerad komedifilm från 2016 som är regisserad av Mehmet Kurtuluş och Ayşe Ünal, baserad på den tecknade serien med samma namn av Bülent Üstün.

## Om filmen
Filmen hade biopremiär den 5 februari 2016 i Turkiet med den ursprungliga turkiska dubbningen, den 2 februari 2017 i Panama med panamansk spansk dubbning, den 11 juli 2008 i Argentina med spansk dubbning, den 23 november 2017 i Mellanöstern med engelsk dubbning, den 18 oktober 2018 i Portugal med portugisisk dubbning. Filmen släpptes på DVD och Blu-ray den 6 september 2017 i Benelux med fransk dubbning. Filmen dubbades till polska och screenades på Cinemax den 25 augusti 2017. Filmen dubbades till persiska den 2017 i Iran för Video på begäran.

## Röster (i urval, original)
- Uğur Yücel - katten Shero
- Demet Evgar - kattungen Taco och kitty Misscat
- Okan Yalabık - karikatyrtecknare och bulldogg
- Güven Kıraç - råttan Rıza
- Gökçe Özyol - måsen Rıfkı
- Ahmet Mümtaz Taylan - konstnär Tank
- Yekta Kopan - katten Black
- Ayşen Gruda - hyresvärdinna, mormor Hazel
- Cezmi Baskın - butiksägaren Semi
- Ozan Kurtuluş - hund och manlig sjukvårdare
- Bülent Üstün - måsen Mertan
- Ayşe Ünal - kvinnlig sjukvårdare
- Mehmet Kurtuluş - commissioner
- Turgut Doğru - polis

## Musik i filmen
- Dum / Geblo, skriven av Gökhan Özoğuz / Hakan Özoğuz, framförd av Athena
- Min Son / Ah Oğlum, skriven av Murathan Mungan / Müslüm Gürses, framförd av Müslüm Gürses
- Tiden är Dålign / Zaman Kötü, framförd av batesmotelpro

### Utmärkelser och nomineringar
| År   | Utmärkelse                                        | Kategori                                       | Översättning                            | Resultat  |
| ---- | ------------------------------------------------- | ---------------------------------------------- | --------------------------------------- | --------- |
| 2016 | İstanbul Film Festivali                           | Best Debut Film Award                          | Bästa debutfilm priset                  | Nominerad |
| 2016 | Neuchâtel International Fantastic Film Festival   | Grand Prize of European Fantasy Film in Silver | European Fantasy Films stora silverpris | Nominerad |
| 2016 | Fantasia Film Festival                            | Best Animated Film Award                       | Bästa animerade filmpriset              | Nominerad |
| 2016 | Absurde Séance Nantes International Film Festival | Best Feature Film                              | Bästa långfilm                          | Nominerad |
| 2016 | Absurde Séance Nantes International Film Festival | Prix Couillu                                   | Prix Couillu                            | Vann      |
| 2016 | Sitges Film Festival                              | Best Animated Feature Film                     | Bästa animerade långfilm                | Nominerad |
| 2016 | Cinanima International Animated Film Festival     | Best Feature Film                              | Bästa långfilm                          | Nominerad |
| 2017 | Tokyo Anime Award                                 | Best Feature Film                              | Bästa långfilm                          | Nominerad |
| 2017 | SİYAD - Turkish Film Critics Association Awards   | Best Fantastic Film                            | Bästa Fantastiska Film                  | Vann      |
| 2017 | Brussels International Fantastic Film Festival    | Grand Prize of European Fantasy Film in Silver | European Fantasy Films stora silverpris | Nominerad |
| 2017 | Nashville Film Festival                           | Best Animated Feature Film                     | Bästa animerade långfilm                | Nominerad |